# Heinz Rennhack (Fußballspieler)
Heinz Rennhack (* 30. September 1913 in Stolp; † unbekannt) war ein deutscher Fußballspieler. In den 1950er Jahren spielte er in der DDR-Oberliga.

## Sportliche Laufbahn
Der in Stolp in Pommern geborene Rennhack spielte ab 1931 für den SV Viktoria Stolp in der Kreisliga Stolp, eine von damals zahlreichen ersten Spielklassen des Baltischen Sport-Verbandes. 1932 erreichte er mit Stolp die baltische Fußballendrunde, Viktoria Stolp wurde in dieser Vizemeister. Verbunden mit diesem zweiten Platz war die Qualifikation zur deutschen Fußballmeisterschaft 1931/32, bei der Stolp bereits im Achtelfinale mit 0:3 an Tennis Borussia Berlin scheiterte. Nach Machtübernahme der Nationalsozialisten im Jahr 1933 wurden die Gauligen als oberste Spielklassen eingeführt. Viktoria Stolp spielte ab 1933 in der Gauliga Pommern. Rennhack konnte mit den Stolpern 1933/34, 1935/36, 1936/37 und 1938/39 die Gaumeisterschaft Pommerns gewinnen. 1936/37 erzielte Rennhack im Rückspiel des Gaumeisterschaft bereits in der ersten Halbzeit vier Tore gegen den Polizei SV Stettin und war somit maßgeblich verantwortlich, dass Stolp trotz 0:1-Niederlage im Hinspiel die Gaumeisterschaft in diesem Jahr doch noch gewinnen konnte. Bei den deutschen Fußballmeisterschaften konnte Rennhack für Stolp insgesamt 3 Tore erzielen. Mit Beginn des Zweiten Weltkriegs wurde Rennhack einberufen, spielte aber ab 1943 für den Militärsportverein WSV Celle wieder Fußball. Mit Celle qualifizierte er sich als Sieger der Gauliga Osthannover 1943/44 für die Deutsche Fußballmeisterschaft 1943/44, Celle schied in dieser jedoch bereits in der ersten Runde aus.
Als sich 1948 die SG Wismar Süd anschickte, zu einer der spielstärksten Fußballmannschaft im Norden der Sowjetischen Besatzungszone zu werden, stand in ihren Reihen auch der nun bereits 35-jährige Rennhack. Die Sportgemeinschaft wurde mecklenburger Fußballmeister 1949 und erreichte in der Ostzonenmeisterschaft 1949 das Viertelfinale. Damit verbunden war gleichzeitig die Qualifikation für die erste Meisterschaft der Oberliga, der Fußballspitzenliga des ostdeutschen Sportausschusses. In die Oberligasaison 1949/50 startete die bisherige SG Süd unter dem neuen Namen ZSG Anker Wismar und kämpfte von Beginn an gegen den Abstieg. Bereits am 5. Spieltag gab es bei der SG Dresden-Friedrichstadt eine 0:11-Niederlage. Am Saisonende hatte es in 26 Punktspielen nur zu sechs Siegen und dem vorletzten Platz in der Endtabelle gereicht. Ein Entscheidungsspiel um den Klassenerhalt wurde gegen die SG Altenburg mit 2:3 verloren. Rennhack war in diesem letzten Saisonspiel mit von der Partie gewesen, ebenso wie in 23 Punktspielen zuvor. Bereits im ersten Punktspiel Anker Wismar – Einheit Meerane (1:1) war er als Linksaußenstürmer eingesetzt worden und hatte in der 13. Minute das erste Oberligator der Wismarer erzielt. Im weiteren Verlauf der Saison spielte Rennhack in der Regel als halblinker Stürmer neben Heinz Minuth und erzielte insgesamt drei Tore. Nach dem Abstieg spielte Anker Wismar zusammen mit neun weiteren Mannschaft in der Staffel Nord der neu gegründeten DDR-Liga. Von den 18 ausgetragenen Punktspielen bestritt Rennhack 15, kam aber nur zu einem Torerfolg. In den meisten Spielen war er als Linksaußenstürmer aufgeboten worden. Am Saisonende stand Anker Wismar zusammen mit der SG Volkspolizei Potsdam an der Tabellenspitze. Im Entscheidungsspiel um den Aufstieg in die Oberliga gewann Wismar vor 6500 Zuschauern in Stendal mit 2:1, einen Treffer hatte Rennhack beigesteuert.
Obwohl bereits 38 Jahre alt gehörte Rennhack in der zweiten Oberligasaison der Wismarer, die nun als BSG Motor antraten, zum Aufgebot. Allerdings kam er nur noch dreimal, immer noch als Angriffsspieler, in Punktspielen zum Einsatz, am 2. 5. und 11. Spieltag. Am Saisonende nahm er endgültig Abschied als Fußballspieler.

## Erfolge
- Gaumeister Pommern: 1933/34, 1935/36, 1936/37, 1938/39
- Gaumeister Osthannover: 1943/44
- mecklenburgischer Fußballmeister: 1948/49
- Teilnahme an der deutschen Fußballmeisterschaft: 1931/32, 1933/34, 1935/36, 1936/37, 1938/39, 1943/44